# Johann Jakob Müller
Johann Jakob Müller (4 de março de 1846 — 14 de janeiro de 1875) foi um fisiologista e físico suiço.

## Educação
Em 1868 obteve o grau de "Dr. med." na Universidade de Zurique, orientado por Adolf Eugen Fick com a tese Untersuchungen über den Drehpunkt des menschlichen Auges. Como parte de sua formação frequentou diversas vezes aulas na Universidade de Zurique, Universidade de Leipzig e Universidade de Heidelberg.

## Carreira
Em 1870 tornou-se docente em fisiologia na Universidade de Leipzig. Em 1871 tornou-se professor de física no Instituto Politécnico de Zurique.